# Fully Integrated Tactical System
FITS (Fully Integrated Tactical System) ist ein System, das an Bord von Flugzeugen verschiedener Küstenwachen für die taktische Seeaufklärung eingesetzt wird. Prädestiniert für dieses Einsatzgebiet ist FITS wegen seiner Echtzeit-Darstellung von Navigationsdaten. Entwickelt wurde FITS vom spanischen Zweig des multinationalen, europäischen Luft- und Raumfahrtkonzerns EADS, EADS CASA.

## Einsatzgebiete
Neben der taktischen Seeaufklärung wird FITS in einem breiten Spektrum weiterer Operationsgebiete eingesetzt: In der inneren Sicherheit, der Grenzsicherheit oder zur Koordinierung größerer Polizeieinsätze. Es unterstützt Einsatzkräfte bei Drogenfahndungen, Einwanderungskontrolle aber auch beim Schutz von natürlichen Ressourcen: So können mit FITS beispielsweise Fischfanggebiete oder ausschließliche Wirtschaftszonen überwacht, Meeresverschmutzungen früh erkannt oder Such- und Rettungsdienste koordiniert werden. 

## Funktionsweise
Bei derartigen Einsätzen integriert FITS große Mengen an Informationen und wertet gleichzeitig potentielle Bedrohungen aus. Herzstück des modular aufgebauten FITS ist eine intuitive Mensch-Maschine-Schnittstelle, die die Einsatzeffizienz enorm erhöht. Dieses System nämlich umfasst neben zahlreichen Einsatzsensoren ein Flugzeugnavigations- und Kommunikationssystem, das jeweils ein Bediener über eine von vier Multifunktionskonsolen steuert. Untereinander verbunden sind die Konsolen über ein Hochgeschwindigkeits-LAN (Local Area Network) mit Zentralprozessoren, was eine schnelle Verarbeitung aller eingehenden Signale verspricht. Trotz der hohen Komplexität sind die Anschaffungskosten von FITS niedrig. Vor allem, weil darin handelsübliche Hardware, Standard-Schnittstellen und modular aufgebaute Softwares verwendet werden. Was zunächst nach Massenware klingt, ist in Wirklichkeit der Trumpf dieses Systems: Denn nur mit standardisierten Komponenten ist es überhaupt möglich, eine derartige Vielzahl von Sensoren in ein solches System zu integrieren. Zudem garantieren diese Standards ein Erweiterungspotential, das letztendlich die auf mehrere Jahrzehnte angesetzte Nutzungsdauer eines Seeaufklärungsflugzeugs sicherstellt. Je nach technischem Fortschritt können dadurch in Zukunft auch noch zahlreiche weitere Sensoren in das FITS-System integriert werden.

## Aufträge
FITS ist ein bewährtes System: Die spanischen Luftstreitkräfte setzen es bereits in der modernisierten P-3-Flotte ein, die mexikanische Marine in ihren C-212-Maschinen. Seit Anfang des Jahres 2001 ist dieses taktische System auch an Bord einer C-295 in Betrieb. Weitere FITS Aufträge sind die CN-Maschinen des spanischen Seenotrettungsdienst „SASEMAR“, die CN-235 der irischen Luftwaffe sowie die C-295-Maschinen der portugiesischen Luftwaffe. Aber auch auf der anderen Seite des Atlantiks gehört FITS inzwischen zur Standardausrüstung von Aufklärungsflugzeugen: Die CN-235-Maschinen der US Coast Guard sind ebenfalls mit der FITS-Technologie ausgestattet.

## Visualisierung
Das entscheidende Bindeglied zwischen Benutzern und den vom System bereitgestellten Informationen ist die Visualisierungstechnologie ILOG. ILOG stellt neben der Symbologie sowohl die Textmenüs für die Kontrolle der Sensoren dar, als auch deren erfassten Video-Daten und die Kartografie des Einsatzgebiets. Die Grafiken sind leicht anzupassen, intuitiv bedienbar und damit einer der Schlüssel für die Flexibilität von FITS. Ohne diese Flexibilität wäre die Reaktionszeit der Besatzung wesentlich länger und das gesamte System weit weniger geeignet für den Einsatz beispielsweise auf Seepatrouillen. Ausschlaggebend für die Entscheidung der EADS für ILOG war der gleiche Grund, der schon während der gesamten Entwicklung von FITS maßgeblich war: Sämtliche enthaltenen Systeme sind mit Standardschnittstellen ausgerüstet, damit eine spätere Weiterentwicklung mit relativ wenig Aufwand machbar ist.